# バースデー・ワンダーランド
『バースデー・ワンダーランド』は、SIGNAL.MD制作の日本の長編アニメーション映画。2019年（平成31年）4月26日から全国256スクリーンで公開された。

## 概要
本作は"誕生日"という誰にでも訪れる大切な日に異世界へと連れて行かれた少女の冒険を描くファンタジー。
原作は累計発行部数50万部以上（2019年時点）の柏葉幸子の児童文学『地下室からのふしぎな旅』（講談社青い鳥文庫）。
監督は『映画クレヨンしんちゃん』シリーズや『河童のクゥと夏休み』『百日紅 〜Miss HOKUSAI〜』『カラフル』など、数々のアニメ映画を手掛け、世界35以上の映画賞を受賞してきた原恵一が務めた。
キャラクターデザイナー兼ビジュアルアーティストには、ロシア出身のイリヤ・クブシノブが起用された。原はキャラクターデザイナーをどうするかを決めかねていた時にたまたま書店でクブシノブの画集を見かけ、彼の絵に惹かれてオファーした。当初はキャラクターデザインだけのつもりだったが、最終的に"向こうの世界"の風景、小道具、メカニックなど、すべてをほぼクブシノブ一人で担当してもらうことになった。
声優は、主人公・アカネに松岡茉優、一緒に旅に出る叔母のチィに杏、アカネの母役に麻生久美子、錬金術師ヒポクラテスに市村正親と、実写の俳優陣が起用された。松岡は『映画 聲の形』などでアニメの声優を経験しているが、劇場アニメの主演を務めるのは初めて。監督の原とは、実写映画『はじまりのみち』以来、2度目のタッグとなる。また杏は、原の前作『百日紅 〜Miss HOKUSAI〜』の主演・お栄に続いての出演で、原は彼女が演じることを想定してキャラクターを当て書きした。悪役の二人には、原とはテレビアニメ『クレヨンしんちゃん』の初代声優として27年来の付き合いとなる藤原啓治と矢島晶子が起用された。2人は原作品の常連で、それまでの原の映画すべてに出演するなど、絶対的な信頼を寄せられている。
テーマソング「THE SHOW」はオーストラリアのシンガーソングライター、レンカの楽曲のカバー。イメージソング・挿入歌の「Wonderland」とともにmiletが歌唱を担当した。
本作は、製作委員会の「なるべく多くの人に楽しんでもらえるエンタテインメント映画にしましょう」という要望に、監督の原が応えて制作された。原にとって初のファンタジー作品であるが、本人は「登場人物にリアリティーのない作品が多いような気がしていて個人的にはファンタジーというものにあまり興味が持てない」という。そして「キャラクターが生き生きと劇中で立っているような作品作りを目指しているので、ファンタジーの不思議な世界観や能力などにあまり頼りたくない」「ファンタジーにあまり興味のない自分がやるからこそ新鮮なファンタジーにしたかった」「世界観、登場する動物たち、人々の暮らしなど、いままでこんな世界は見たことがないと思ってもらえるような新鮮な作品にしたかった」と語っている。
アヌシー国際アニメーション映画祭2019の長編コンペティション部門にノミネートされた。
ワーナー ブラザース ジャパンによる日本映画としては、平成最後の封切作品となった。

## ストーリー
アカネは誕生日の前日、骨董屋で錬金術師ヒポクラテスと小人ピポに遭遇する。2人から「私たちの世界を救ってほしい!」と懇願されたアカネは自信の無い性格から断ろうとしたが、叔母のチィに促されるまま、異世界「幸せ色のワンダーランド」へと飛ばされてしまう。
ワンダーランドでは世界から色が失われる危機に瀕しており、アカネはその救世主に指名されたのだ。アカネたちは色を作る水を守るためにワンダーランドの街を巡っていく一方、この事件の元凶であるザン・グとドロポは命の水が湧く井戸を破壊するための計画を進めており…。

## 登場人物
上杉アカネ
声：松岡茉優
本作の主人公である少女。自分に自信が持てない性格。骨董屋でヒポクラテス達と出会い、強引にワンダーランドへと飛ばされた。
上杉チィ
声：杏
アカネの叔母。アカネとは対照的に自由奔放な性格で、思ったことはすぐ口に出すタイプ。アカネの旅に同行する。
上杉ミドリ
声：麻生久美子
アカネの母。アカネへの誕生日プレゼントを骨董屋に用意しており、アカネ自身で取りに行くように仕向ける。
ピポ
声：東山奈央
ヒポクラテスの弟子である小人。
ザン・グ
声：藤原啓治
ワンダーランドを荒らし回るゴロツキ。命の水が湧く井戸を破壊することでワンダーランドから色を奪うことを画策する。
ドロポ
声：矢島晶子
ザン・グの相棒。ずる賢い性格。
ヒポクラテス
声：市村正親
ワンダーランドの錬金術師。アカネにワンダーランドを救ってほしいと懇願する。

## スタッフ
- 原作：柏葉幸子『地下室からのふしぎな旅』（講談社青い鳥文庫）
- 監督：原恵一
- 脚本：丸尾みほ
- キャラクターデザイン・メカニックデザイン・プロップデザイン・イメージボード・美術設定・作画監修：イリヤ・クブシノブ
- 音楽：富貴晴美
- 製作：山口真、藤田浩幸、岩上敦宏、池田宏之、森田圭、森下勝司
- 企画：松崎容子、石川光久
- エグゼクティブプロデューサー：種田義彦
- プロデューサー：竹枝義典、本多史典、長南佳志
- 演出：長友孝和
- 作画監督：浦上貴之、小林直樹、霜山朋久、新井浩一、竹中真吾、伊藤秀樹、山本史
- 美術監督：中村隆
- 色彩設計：楠本麻耶
- モニター・2Dデザイン：有馬トモユキ、瀬島卓也、梶村将太
- 特殊効果：入佐芽詠美
- 撮影監督：田中宏侍
- CG監督：遠藤工
- 編集：西山茂
- 音響監督：原恵一[注釈 4]
- 音響効果：西佐知子、倉橋静男
- 助成：文化庁文化芸術振興費補助金（映画創造活動支援事業）独立行政法人日本芸術文化振興会
- 配給：ワーナー・ブラザース映画
- アニメーション制作：SIGNAL.MD
- 製作：「バースデー・ワンダーランド」製作委員会（フジテレビジョン、電通、アニプレックス、ワーナー・ブラザース映画、KDDI、SIGNAL.MD）

## 主題歌・挿入歌
主題歌協力は佐野弘明。

### テーマソング
- 「THE SHOW（英語版）」
  - 作詞：Jason Reeves, Lenka Kripac（日本語詩：milet、原恵一）
  - 作曲：Jason Reeves, Lenka Kripac
  - 編曲：TomoLow
  - ストリングスアレンジ：宮野幸子
  - 歌唱：milet

### イメージソング・挿入歌
- 「Wonderland」
  - 作詞：milet、原恵一
  - 作曲：milet
  - 編曲：野村陽一郎
  - オーケストラアレンジ：宮野幸子
  - 歌唱：milet

### 劇中使用曲
- 「Parlez Moi D'Amour」
  - 作詞・作曲：Jean Lenoir